# Werner Jaeger
Werner Jaeger (Lobberich, 30 juli 1888 - Cambridge, 19 oktober 1961) was een Duits classicus.
Tussen 1934 en 1947 verscheen zijn meesterwerk Paideia. Die Formung des griechischen Menschen in drie delen.